# Skien isstadion
Het Skien isstadion is een ijsbaan in Skien in de provincie Telemark in het zuiden van Noorwegen. De openlucht-kunstijsbaan is geopend in 1973 en ligt op 10 meter boven zeeniveau. De belangrijkste wedstrijd die er ooit is gehouden is het wereldkampioenschap allround van 1987 voor vrouwen. De ijsbaan wordt ook gebruikt als bandybaan.

## Grote wedstrijden
Internationale kampioenschappen
- 1987 - WK allround vrouwen

Wereldbekerwedstrijden
- 1986/1987 - Wereldbeker 7 vrouwen (dag 1)
- 1989/1990 - Wereldbeker 3 mannen

Nationale wedstrijden
- 1990 - NK sprint mannen/vrouwen
- 2002 - NK allround mannen/vrouwen